# La Ville-aux-Clercs

La Ville-aux-Clercs este o comună în departamentul Loir-et-Cher, Franța. În 2009 avea o populație de 1333 de locuitori.